# Mike Rich
Mike Rich (1959) est un scénariste américain, spécialisé dans les scénarios de films sur le sport.

## Filmographie
- À la rencontre de Forrester (2000) de Gus Van Sant.
- Rêve de champion (2002) de John Lee Hancock.
- Radio (2003) de Michael Tollin.
- Miracle (2004) de Gavin O'Connor.
- Invincible (2006) d'Ericson Core.
- La Nativité (2006) de Catherine Hardwicke.
- Secretariat (2010) de Randall Wallace.